# Синміхаю-Алмашулуй
Синміхаю-Алмашулуй (рум. Sânmihaiu Almașului) — село у повіті Селаж в Румунії. Адміністративний центр комуни Синміхаю-Алмашулуй.
Село розташоване на відстані 362 км на північний захід від Бухареста, 23 км на південний схід від Залеу, 38 км на північний захід від Клуж-Напоки.

## Населення
За даними перепису населення 2002 року у селі проживали 1164 особи.
Національний склад населення села:
| Національність | Кількість осіб | Відсоток |
| -------------- | -------------- | -------- |
| румуни         | 911            | 78,3%    |
| цигани         | 247            | 21,2%    |
| угорці         | 5              | 0,4%     |

Рідною мовою назвали:
| Мова      | Кількість осіб | Відсоток |
| --------- | -------------- | -------- |
| румунська | 1144           | 98,3%    |
| циганська | 15             | 1,3%     |